# Raíz cuadrada de muestreo sesgado
El método de muestreo llamado raíz cuadrada de muestreo sesgado fue propuesto por William H. Press, científico y biólogo de la computación, para la detección en los aeropuertos. Es el compromiso matemático óptimo entre el muestreo aleatorio simple y la perfilación criminal, dados los recursos de detección fijos.
Usando este método, si un grupo es n veces más de riesgoso para la seguridad que el promedio general, entonces las personas de ese grupo serán n^(1/2) más probables de someterse a una inspección adicional. Si alguien de un grupo perfilado es n veces más probable que el común de la gente, a ser un riesgo para la seguridad, entonces, usando este método, la gente de ese grupo serán seleccionados 3 veces más que el común de la gente.

## Historia
Press desarrolló el sistema de muestreo como forma para muestrear largas secuencias de ADN. El sistema también fue desarrollado de manera independiente por Ruben Abagyan, profesor del TSRI en La Jolla, California, para el uso en diferentes contextos biológicos. Un descubrimiento aún más reciente fue el de Martin L. Schooman, quien usó el muestreo sesgado de raíz cuadrada en un modelo de prueba de distribución para confiabilidad de software.
La propuesta posterior de Press (publicada en el 2009) fue usar el método de muestreo sesgado de raíz cuadrada en la seguridad de los aeropuertos, argumentando que el método haría un uso más eficiente de los limitados recursos poseídos para la detección, en comparación con la práctica vigente que lleva a escanear a las mismas personas de manera frecuente y repetitiva. Sin embargo, el uso de este método presupone que aquellos que realizan la detección poseen información estadística exacta de aquellas personas supuestas de mayor riesgo para la seguridad.
- Datos: Q7582078